# 圣玛丽迪布瓦 (芒什省)
圣玛丽迪布瓦（法語：Sainte-Marie-du-Bois，法語發音：[sɛ̃t maʁi dy bwa]）是法国芒什省的一个旧市镇，属于阿夫朗什区。2016年，圣玛丽迪布瓦与市镇勒泰约勒、费里耶尔、厄塞和于松合并为新的勒泰约勒。

## 地理
圣玛丽迪布瓦（48°33'47"N, 0°53'29"W）面积4.77 平方千米，位于法国诺曼底大区芒什省，该省份为法国西北部沿海省份，西、北、东北三面环大西洋，东起顺时针与卡爾瓦多斯省、奧恩省、马耶讷省和伊勒-维莱讷省接壤。
与圣玛丽迪布瓦接壤的市镇（或旧市镇、城区）包括：于松、勒泰约勒。

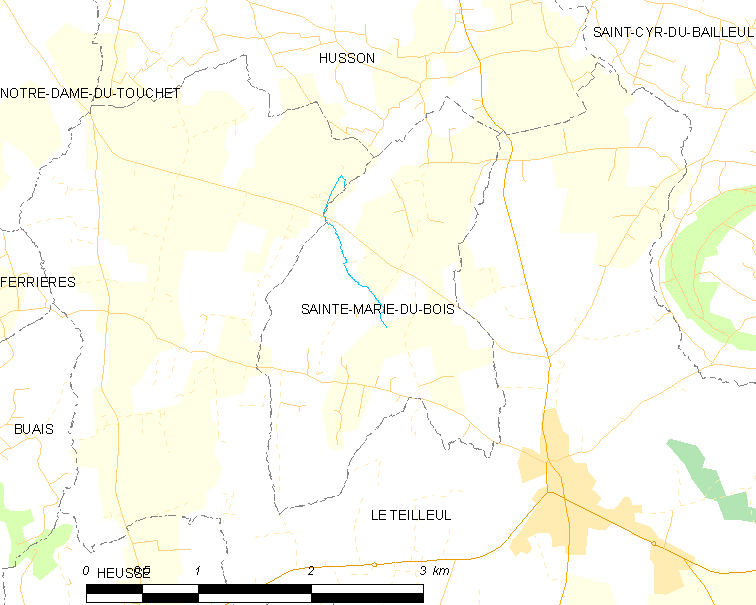
的OSM定位图

圣玛丽迪布瓦的时区为UTC+01:00、UTC+02:00（夏令时）。

## 行政
圣玛丽迪布瓦的邮政编码为50640，INSEE市镇编码为50508。

## 政治
圣玛丽迪布瓦所属的省级选区为勒莫尔泰奈县。

## 人口

1962-2008年间人口变化图示

圣玛丽迪布瓦于2018年1月1日时的人口数量为59人。